# كاكا عباس (بيرتاج)
کاکا عباس (بالفارسية: کاکاعباس) هي قرية تقع في إيران في قسم بیرتاج الريفي. يقدر عدد سكانها بـ 450 نسمة بحسب إحصاء 2016.